# Académie de France à Rome
Die Académie de France à Rome (Akademie von Frankreich in Rom) ist ein 1666 gegründetes Studienzentrum, das talentierten Schülern der Pariser Kunstakademie (Académie Royale de Peinture et de Sculpture, dann Académie des Beaux-Arts) die Möglichkeit bieten soll, die Kunstschätze Italiens zu studieren. Die Stipendiaten wurden bis 1968 in einem jährlich ausgetragenen Wettbewerb ermittelt, das begehrte Stipendium Prix de Rome genannt.

## Erste Phase: Vom Ancien Régime bis zur Französischen Revolution

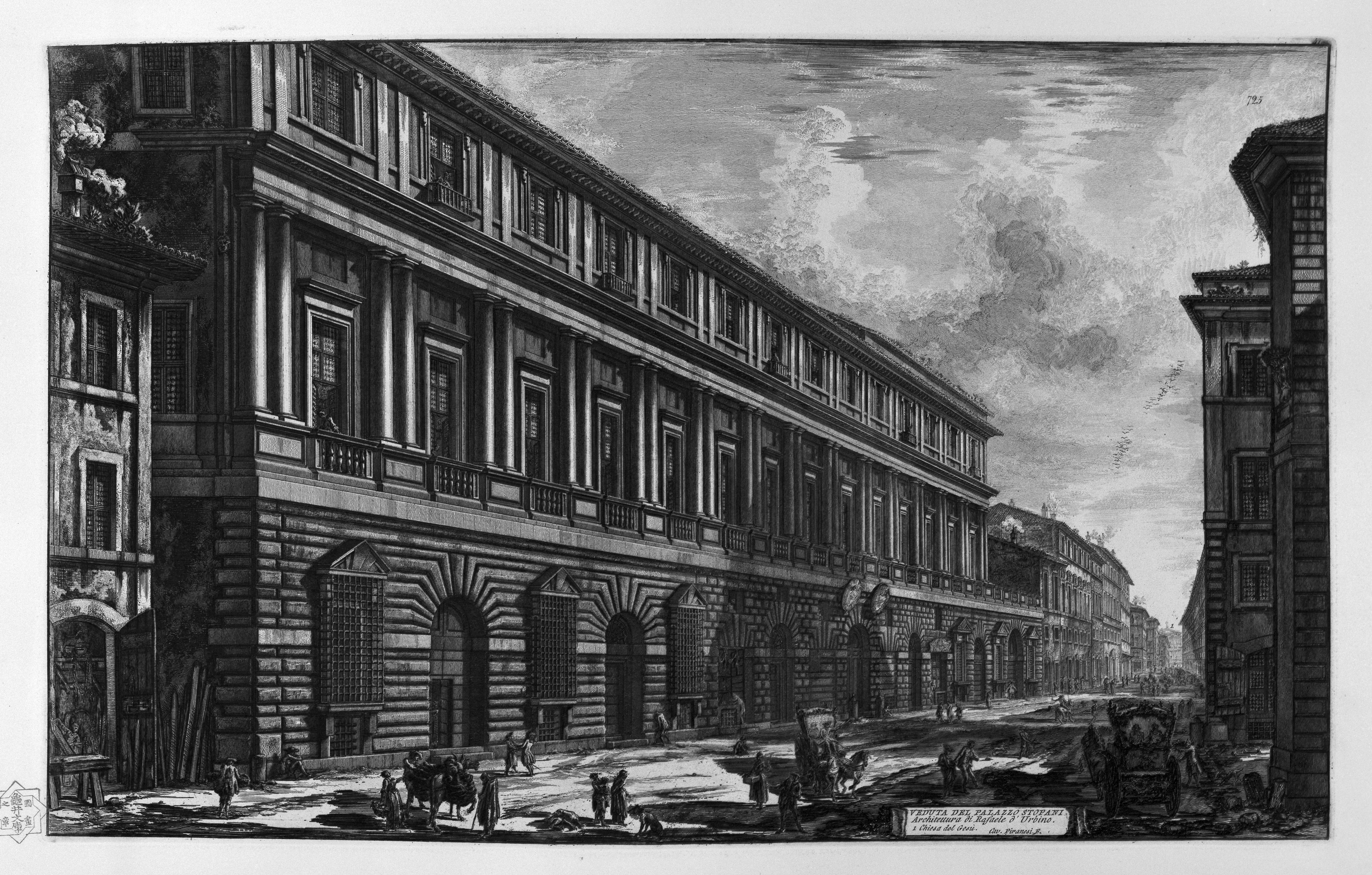
Palazzo Caffarelli, 1673–1685 Sitz der Académie de France. Radierung von Giovanni Battista Piranesi, 18. Jh.

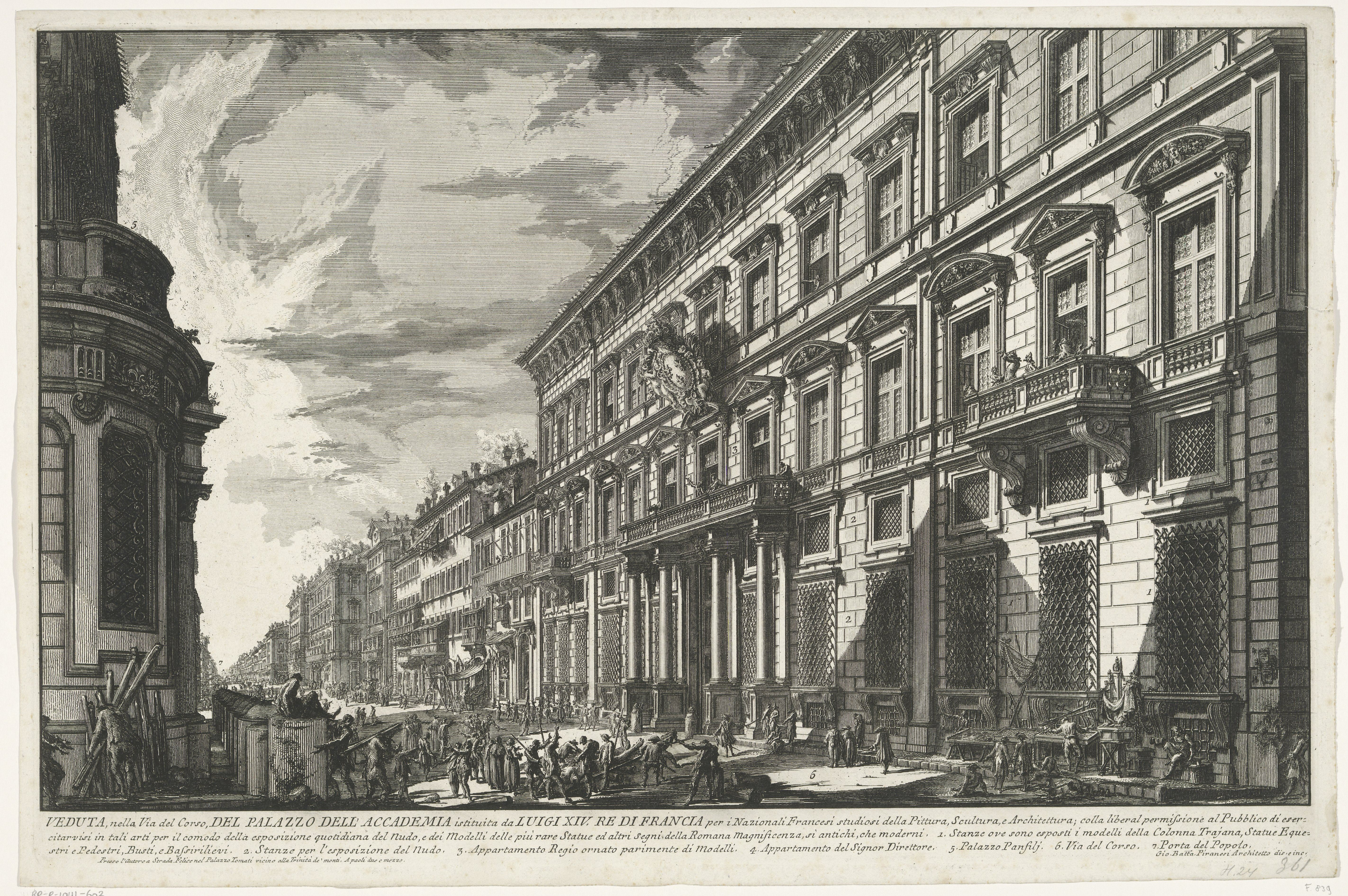
Palazzo Mancini, 1725–1793 und 1801–1803 Sitz der Académie de France. Radierung von Giovanni Battista Piranesi, 1752

Der Plan zur Errichtung eines Studienzentrums in Rom entstand 1664 auf Betreiben des neuen Oberintendanten der Bauwerke Jean-Baptiste Colbert. Ziel war die Kontrolle dessen, was der König von seinen Stipendiaten erwartete: „dass die Maler Kopien aller schönen Gemälde, die Bildhauer Statuen nach der Antike und die Architekten Grund- und Aufrisse aller schönen Paläste sowohl Roms als auch der Umgebung anfertigen“. (Statuten von 1666, Art. XI) Angemietet wurde das Haus des Abtes Saraca bei Sant’Onofrio auf dem Ianiculus. Ostern 1667 residierte der erste Direktor Charles Errard dort mit elf Kunststudenten – darunter die ersten Preisträger von 1664: Pierre Monier (1641–1703), Jean-Baptiste Corneille und Léonard Roger.
Mit der Übernahme des Protektorats der Mutterakademie durch Colbert (als Nachfolger des 1672 verstorbenen Kanzlers Pierre Séguier) erhielt auch der Wettbewerb einen systematischen Ablauf. Ab 1673 wurden in der Regel zwei Prix de peinture und zwei Prix de sculpture, ab 1720 auch der Prix d’architecture verliehen. Die Gewinner der ersten Preise wurden mit Medaillen und der Berechtigung zu einem meist dreijährigen Romaufenthalt ausgezeichnet. Neu war 1673 auch die Unterkunft: Palazzo Caffarelli nahe Sant‘ Andrea della Valle am Corso. Weitere Wechsel der Residenz erfolgten 1685 in den Palazzo Capranica auf der gegenüberliegenden Seite des Corso und 1725 in den Palazzo Mancini (1737 im Auftrag des Königs von Frankreich erworben) in der Via del Corso.
Während der Unruhen im Zuge der Französischen Revolution blieb auch die römische Zweigstelle der Kunst- und der Architekturakademie des Königs nicht verschont. Der Verwüstung und Plünderung des Palazzo Mancini im Februar 1793, der Flucht etlicher Stipendiaten nach Neapel oder Florenz folgte wenige Monate darauf die Schließung.

### Preisträger (Auswahl)
1680 beauftragte man den Sekretär der Akademie, ein Register mit den Preisträgern der Grands Prix zu erstellen. Das Verzeichnis wurde bis zur Auflösung der Pariser Akademie fortgeführt. Einige Maler und Bildhauer mit Rom-Stipendium seien hier genannt. Eine vollständige Liste bietet Valerius.
- Louis de Boullogne (1673)
- Henri de Favanne (1693)
- Alexis-Simon Belle (1700)
- Charles-Joseph Natoire (1721)
- François Boucher (1723)
- Charles-André van Loo (1724)
- Jean-Baptiste-Marie Pierre (1734)
- Joseph-Marie Vien (1743)
- Jean-Honoré Fragonard (1752)
- François-André Vincent (1768)
- Jacques-Louis David (1774)

Bildhauer
- Nicolas Coustou (1682)
- Jean-Louis LeMoyne (1687)
- René Frémin (1694)
- Guillaume Coustou d. Ä. (1697)
- François Dumont (1709)
- Edmé Bouchardon (1722)
- Jean-Baptiste Lemoyne (1725)
- Guillaume Coustou d. J. (1735)
- Jacques Saly (1740)
- Augustin Pajou (1748)
- Jean-Antoine Houdon (1761)

### Direktoren der ersten Phase
Zwölf Direktoren prägten die Académie de France à Rome während der ersten 127 Jahre ihres Bestehens:
- Charles Errard (1666–1673 und 1675–1684)
- Noël Coypel (1673–1675)
- Matthieu de La Teullière (1684–1699)
- René-Antoine Houasse (1699–1704)
- Charles-François Poërson (1704–1725)
- Nicolas Vleughels (1725–1737)
- Pierre de L’Estache (1737–1738)
- Jean François de Troy  (1738–1751)
- Charles-Joseph Natoire (1751–1775)
- dazw. kommissarisch Noël Hallé
- Joseph-Marie Vien (1775–1781)
- Louis-Jean-François Lagrenée (1781–1787)
- François-Guillaume Ménageot (1787–1793)

## Zweite Phase: Vom Direktorium bis heute

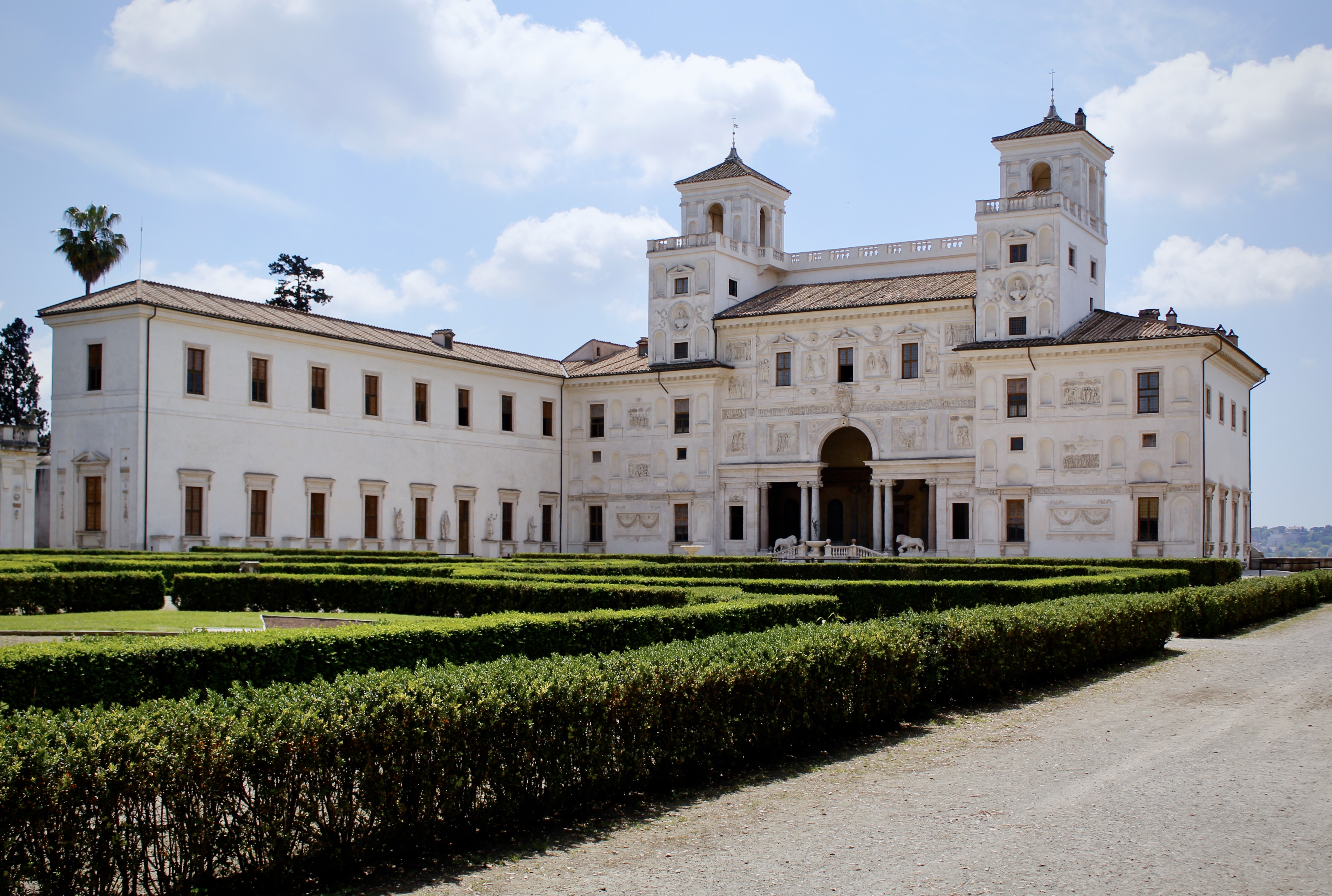
Villa Medici, seit 1803 Sitz der Académie de France

Im Oktober 1795 bereitete der Nationalkonvent die Wiedereinrichtung der Académie de France vor. Obwohl bereits im November 1792 nominiert, konnte der neue Direktor Joseph-Benoît Suvée seinen Posten erst im November 1801 beziehen. Im Mai 1803 erging der Beschluss zum Umzug in die Villa Medici auf dem Pincio. Die Académie de France wurde dem (neuen) Institut de France angegliedert, der Prix de Rome von der Académie des Beaux-Arts organisiert.

### Direktoren und Direktorinnen der zweiten Phase
Die Website der Villa Médicis Académie de France à Rome führt die Liste der Direktoren und Direktorinnen fort:
- 1792–1807 Joseph-Benoît Suvée
- 1807      Pierre-Adrien Pâris
- 1807–1816 Guillaume Guillon Lethière
- 1816–1823 Charles Thévenin
- 1823–1828 Pierre-Narcisse Guérin
- 1829–1834 Horace Vernet
- 1835–1840 Jean-Auguste-Dominique Ingres
- 1841–1846 Jean-Victor Schnetz
- 1847–1851 Jean Alaux
- 1851–1866 Jean-Victor Schnetz
- 1866–1867 Joseph Nicolas Robert-Fleury
- 1867–1873 Ernest Hébert
- 1873–1878 Jules Eugène Lenepveu
- 1879–1884 Louis-Nicolas Cabat
- 1885–1890 Ernest Hébert
- 1891–1904 Jean-Baptiste Claude Eugène Guillaume
- 1905–1913 Charles-Emile-Auguste Durand, aka Carolus-Duran
- 1913–1921 Albert Besnard
- 1921–1933 Denys Puech
- 1933–1937 Paul Landowski
- 1937–1960 Jacques Ibert
- 1960–1977 Balthus (Balthazar Klossowski de Rola)
- 1979–1985 Jean Leymarie
- 1985–1994 Jean-Marie Drot
- 1994–1997 Pierre-Jean Rémy (Pierre-Jean Angremy)
- 1997–2002 Bruno Racine
- 2002–2008 Richard Peduzzi
- 2008–2009 Frédéric Mitterrand
- 2009–2015 Éric de Chassey
- 2015–2018 Muriel Mayette-Holtz
- 2018–2020 Stéphane Gaillard (interim)
- ab Sommer 2020 Sam Stourdzé (ernannt März 2020[4])